# Athabaskiska språk
Athabaskiska språk är en stor grupp indianspråk hemmahörande i västra Nordamerika. Den athabaskiska språkfamiljen är den näst största i Nordamerika till antalet talare efter den Uto-Aztekiska och har den näst största geografiska spridningen över Nordamerika efter den Algiska språkfamiljen (med undantag av den indoeuropeiska språkfamiljen i båda fallen).

## Indelning
De 31 stycken nordliga athabaskiska språken talas (eller har traditionellt talats, ty många håller på att dö ut) i de inre delarna av Alaska, de inre delarna av nordvästra Kanada i Yukon och Northwest Territories samt i provinserna British Columbia, Alberta, Saskatchewan och Manitoba. Flera athabaskiska språk har status som officiellt språk i Northwest Territories, däribland dene Suline, dogrib, gwich'in och slavey. 
De sju stycken stillahavskustska athabaskiska språken talas i södra Oregon och i norra Kalifornien.
De sex stycken sydliga athabaskiska språken, däribland navajo och de apachiska språken, talas i sydvästra USA samt i den nordvästra delen av Mexiko.
Eyak bildar tillsammans med de athabaskiska språken familjen Athabaska-Eyak. Tlingit är avlägset besläktat med denna familjen, som tillsammans med Tlingit utgör na-dene-språken.